# Jesper Sørensen
Jesper Sørensen, né le 10 juin 1973 à Aarhus au Danemark, est un footballeur danois  qui évolue au poste d'arrière droit reconverti entraîneur.

## Biographie

### Carrière de joueur
Né à Aarhus au Danemark, Jesper Sørensen est formé par le club local de l'AGF Aarhus, où il commence sa carrière professionnelle. Il fait la majorité de sa carrière dans ce club, entrecoupé de passages au Ikast FS, au FC Copenhague et à l'AB Copenhague.

### Carrière d'entraîneur
Tout juste sa carrière de joueur terminée, Jesper Sørensen envisage de continuer dans le monde du football en tant qu'entraîneur. Dès 2007 il reçoit une offre du Skive IK pour devenir entraîneur adjoint mais il refuse, voulant se donner un peu de temps alors qu'il vient juste de raccrocher les crampons. C'est finalement Michael Hansen qui obtient le poste.
Sørensen obtient son premier poste en étant nommé entraîneur adjoint d'Erik Rasmussen (footballer) (en) à l'AGF Aarhus en juillet 2009. Son arrivée fait suite au départ de Johnny Mølby, ce dernier devenant l'entraîneur principal de l'AC Horsens.
Après quatre ans comme adjoint à l'AGF, Sørensen obtient son premier poste d'entraîneur principal en signant pour un contrat de deux ans avec le Silkeborg IF, en mai 2013.
Dès sa première saison à Silkeborg il mène le club à une promotion vers l'échelon supérieur et même au titre de champion de deuxième division danoise. Le passage à la Superligaen, l'élite du football danois, est toutefois difficile. En 17 matchs le promu n'obtient que quatre points et aucune victoire. Sørensen en fait les frais en étant licencié en décembre 2014. Il est alors remplacé par Kim Poulsen (en).
Le 10 décembre 2015 il est nommé entraîneur principal du FC Fredericia, club évoluant alors en deuxième division danoise. Il signe un contrat le liant au club jusqu'en juin 2018.
En juin 2019 il devient l'entraîneur-adjoint de Niels Frederiksen (en) au Brøndby IF. En mars 2021 il prolonge son contrat avec le club, toujours dans ce même rôle.
Le 18 août 2021, Jesper Sørensen est nommé sélectionneur de l'équipe du Danemark espoirs, prenant le poste laissé vacant après le départ d'Albert Capellas (en). Il garde cependant son poste d'entraîneur adjoint au Brøndby IF jusqu'à la fin de l'année,.
Le 2 janvier 2023, Jesper Sørensen devient l'entraîneur principal du Brøndby IF, succédant ainsi à Niels Frederiksen (en). Il signe un contrat le liant au club jusqu'en juin 2025,.
L'équipe se situe à une décevante neuvième place en championnat lorsque Sørensen arrive à la tête de l'équipe, et termine à la cinquième place à l'issue de la saison 2022-2023. Un bilan jugé insuffisant par les différents observateurs d'autant que Brøndby se trouve loin de son grand rival, le FC Copenhague, qui est champion cette saison-là, avec quinze points de différences entre les deux clubs à la fin de l'exercice. Sørensen parvient cependant à faire progresser son équipe, qui lutte pour le titre tout au long de la saison 2023-2024. Dans une course au titre serrée, Brøndby se trouve premier avant la dernière journée mais trébuche lors de cet ultime match, laissant FC Midtjylland être sacré champion, et terminant alors deuxième,.